# Günther Steinacker
Günther Steinacker (* 25. November 1926 in Eisleben; † 4. September 2011 in Halle (Saale)) war ein evangelischer Pfarrer und Mitbegründer der klinischen Seelsorgeausbildung in der DDR.
Der Sohn eines Forstbeamten legte nach Kriegsdienst und sowjetischer Kriegsgefangenschaft 1946 sein Abitur ab und absolvierte bis 1951 das Studium der Theologie in Berlin und Göttingen. Nach dem Vikariat in Halle (Saale) trat er 1954 das Pfarramt an der Landesschule Pforta an. Um seine Arbeit in der dortigen Jungen Gemeinde zu unterbinden, wurde er auf Betreiben von SED und FDJ im Mai 1958 mit seiner Familie zwangsweise des Ortes verwiesen. Nach einer Übergangszeit als Pfarrer in Bad Kösen wurde ihm von 1959 bis 1966 das Amt des Landesjugendpfarrers der Kirchenprovinz Sachsen mit Sitz in Halle (Saale) übertragen. 1966 übernahm er die neu eingerichtete Pfarrstelle in der Neubaugemeinde Halle-Neustadt. Seit 1973 in der kirchlichen Seelsorge und Seelsorgeausbildung tätig wurde ihm 1978 bis 1986 die Leitung des neu eröffneten Seelsorgeseminars in Halle (Saale) übertragen. Bis 1989 arbeitete er als Krankenhausseelsorger im Wittenberger Paul-Gerhardt-Stift.
Steinacker starb am 4. September 2011 in Halle.

## Veröffentlichungen
- Günther Steinacker: Vertiefung der Seelsorge durch gemeinsames Lernen, Rückblick auf eine Tagung. In: Die Zeichen der Zeit 1978, S. 161–163.
- Martin Herrbruck, Günther Steinacker: Auszug aus einem Tagebuch und Deutung. In: Bibelhilfe für die kirchliche Jugendarbeit. Evangelische Verlagsanstalt, Berlin 1977, S. 190–197.
- Günther Steinacker: Praktische Seelsorgeausbildung. In Ingeborg Becker u. a.: Handbuch der Seelsorge. Evangelische Verlagsanstalt, Berlin 1983, DNB 830903593, S. 549–560.
- Wilfried Schulz (Hrsg.): Seelsorgepraxis. Erfahrungen – Klärungen – Erkenntnisse. Evangelische Verlagsanstalt, Berlin 1981, DNB 820623342 (unter Mitarbeit von Günther Steinacker).